# Vicente Castro Les

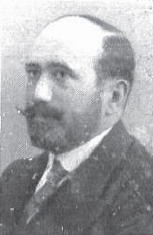
Castro hacia 1913

Vicente Castro Les  (12 de noviembre de 1869, Ayerbe  -  Madrid, 9 de mayo de 1946) fue un escritor costumbrista, cuyas obras son exponente del «baturrismo» tópico: Escenas baturras, de gran amenidad; Chascarrillos baturros, siempre irónicos; Cartas baturras, de sabor muy popular aragonés; y el sainete La bolsa o la vida, tema ya tratado por otros autores.

## Biografía
Hijo de Joaquín Castro Ayala, natural de Loarre y de Rosa Les Giménez, natural de El Frago, propietarios de un comercio de venta de mercería, paquetería y fábrica de chocolate en la plaza Alta n.º 8 de Ayerbe. Desde muy pequeño se aficionó a la lectura, destacando en la escuela de Ayerbe por su facilidad en la oratoria y redacción en la lengua castellana.
Tuvo tres hermanas: Justa (1865), Joaquina (1873) y Pilar Sebastiana (1877). En diciembre de 1885, cuando él contaba 16 años, falleció su padre. Vicente vio truncada su ilusión de comenzar estudios de bachiller al tener que hacerse cargo del negocio familiar.
El 8 de enero de 1889 solicitó por instancia al señor director del Instituto de Segunda Enseñanza de Huesca su admisión para los exámenes de bachiller de primero y segundo grado, obtenida la calificación de sobresaliente según consta en el dossier número 434 letra C de ese instituto.
Se casó con Lucía Martín González de la que tuvo seis hijos: Joaquín (1901 ? ), José Antonio (1903), Rosalía (1904), Irene (1907), Lucía (1910) y Vicente (1912). Su residencia estuvo situada en Madrid en la calle Lagasca, n.º 101, 1º izda y posteriormente se trasladarían al n.º 105 de esa misma calle.

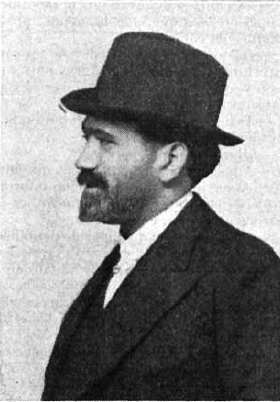
Retrato de Vicente Castro

Murió en Madrid a los 76 años en el sanatorio quirúrgico Nuestra Señora del Rosario a causa de una obstrucción intestinal (consta en su certificado de defunción). Su cadáver recibió sepultura en el cementerio de San Justo (Madrid) donde reposan los restos de otros conocidos personajes del mundo literario y artístico: Adelardo López de Ayala, la actriz Rosario Pino, el marqués de Viana, los hermanos Álvarez Quintero, y en la Asociación de Escritores y Artistas allí situado: Larra , Espronceda , Núñez de Arce , Bretón de los Herreros , Blanca de los Ríos , Ramón Gómez de la Serna , José Gerardo Manrique de Lara entre otros.

## Carrera profesional
Comenzó su carrera periodística el 20 de noviembre de 1890, simultáneamente en la Derecha, diario republicano de Zaragoza y en el periódico liberal La Campana de Huesca, en los que fue redactor hasta 1892. En abril de 1892 aparece como redactor en El Globo, diario republicano de Madrid, donde permaneció doce años. En 1894 fundó en Ayerbe El Adelanto, un periódico independiente del que seguramente sólo salió el primer número el día 20 de septiembre de ese año. En 1895, secundó a Alfredo Vicenti en su iniciativa para fundar la Asociación de la Prensa de Madrid. Sus colaboraciones aparecen en las revistas madrileñas Nuevo Mundo (1896) y Blanco y Negro (1897). En 1903 fundó y pasa a ser director del semanario ilustrado de Madrid Gran Vida y de la revista mensual de treinta y dos páginas de texto y magníficos grabados, que aparecía como suplemento y contenía información sobre turismo, deportes, finanzas y fotografía. Este cargo lo ejerció durante más de treinta años. Fue colaborador también en Heraldo de Madrid, Mundo Gráfico, Por Esos Mundos o La Ilustración Española y Americana.

## Obras publicadas
- Historietas baturras
- Cuentos de mi tierra

Las siguientes y algunas otras que faltan, las recopiló más tarde en varios tomos:
- Los años del tío tenajas
- Al pie de la sierra
- Milagro patente
- El aumentado
- Contra el impuesto del consumo
- Por una cinta
- ¡No fue nada lo del ojo!
- El tío calzones
- Un día de codornices
- Los de Pedrola
- Pregunticas por demás
- Yo le diría una cosa
- A las fiestas del Pilar
- Dos Bromicas
- En la otra vida
- La puntilla

También escribió:
- Biografía de la Puerta del Sol

Sainetes:
- La carabina de Ambrosio (música de Ruperto Chapi)
- ¡La bolsa o la vida!

Compuso el libreto 
- La fuente del amor (1915) música de Luis Romo y creación artística Raquel Meller

Letras de pasodobles
- Por qué adoro yo Sevilla (1917) música Luis Romo
- Joselito Maravilla con música de Luis Romo